# Gontran Guanaes Netto
Gontran Guanaes Netto dit Netto, né le 1er janvier 1933 à Vera Cruz (État de São Paulo, Brésil) et mort le 25 novembre 2017 à Cachan, est un peintre brésilien d'art contemporain. Son nom a souvent été mal orthographié (Guanaes, Guanais, Guanas, Neto) et sa volonté d'anonymat liée aux persecutions politiques et la nature clandestine de certaines actions de l'artiste font que nombre de ses œuvres ne sont ni signées ni identifiables. 

## Biographie
L’artiste brésilien Gontran Guanaes Netto naît en 1933 dans une commune rurale Vera Cruz située à quelque 400 km à l'ouest de la ville de São Paulo, dans une région où prédominent les grandes plantations de café.
Issu d’une famille de travailleurs ruraux, il a une scolarité officielle très brève qui s'arrêtera à 12 ans, en effet après une septicémie et une phase de coma, il contracta une ostéomyélite qui le débilita jusqu'à l'âge de 18 ans.
À l’âge de 18 ans, il quitte son village natal pour tenter sa chance dans la capitale de l'état de São Paulo. Malgré sa scolarité incomplète, il réussit à se faire admettre comme auditeur libre à l’École de Beaux-Arts de São Paulo.
Aux Beaux-Arts il découvre la militance politique grâce aux mouvements d’étudiants de l’époque qui se mobilisent très fortement pour la souveraineté nationale autour de la campagne « Le pétrole est à nous ». Le jeune Netto intègre alors le Parti Communiste Brésilien, et c’est en tant que délégué de la Jeunesse Communiste qu’il prend part à de nombreuses actions qui résulteront en son expulsion de l’École des Beaux-Arts, à peine un an après son entrée.
Militance politique et rêve artistique accompagneront désormais Gontran Guanaes Netto tout au long d’une vie pour le moins tumultueuse, marquée par le coup d’état de 1964 qui instaure une dictature militaire au Brésil et le contraint à abandonner, en 1969, un poste d’enseignant d’Arts plastiques à la Fundação Armando Alvares Penteado (FAAP) pour s’exiler en France. Son exil est le résultat de son emprisonnement à deux reprises par le Departamento de Ordem Política e Social (pt) (DOPS) sous la direction de Sérgio Paranhos Fleury (en), ces emprisonnements étaient liés aux actes de répression sanglante contre l'Ação Libertadora Nacional (ALN) dont Gontran faisait était un membre actif,,.
Pendant les 15 années de son exil en France, Netto prend activement part à de nombreuses actions militantes collectives menées par les artistes latino-américains exilés à Paris. Il fonde en 1972, avec Julio Le Parc (Argentine, 1928), José Gamarra (Uruguay, 1934) et Alejandro Marcos (Espagne, 1937), le Groupe Dénonciation qui signe la « Salle Noire de la Torture », œuvre collective exposée en 1973 au Musée d’Art Moderne de Paris.
Il fait aussi partie de la Brigade internationale de peintres antifascistes et du Collectif de Peintres antifascistes qui regroupe des artistes latino-américains et français (Ernest Pignon-Ernest, Henri Cueco, Gérard Fromanger…).
En 1980, il participe de la création de l’Espace Latino Américain, à Paris, qui sera, jusqu’à sa fermeture en 1993, un important centre d’échange et de diffusion de l’art Latino-Américain.
Dans le domaine artistique, Netto trouve en France un terrain fertile pour l’épanouissement de son œuvre picturale qui semble tout naturellement s’intégrer dans les courants de la jeune peinture des années 1970, en particulier dans la Nouvelle Figuration. Joignant une palette de couleurs personnelle à des thématiques sociales qui lui sont chères, l’artiste semble enfin pouvoir concilier engagement politique et création artistique.
Netto obtient en 1976 un poste d’enseignement à l’École d’Architecture de Nantes et devient le coordinateur du Département d’Art Plastique, poste qu’il occupera jusqu’à son retour au Brésil en 1985.
De retour au pays natal, Netto entreprend la construction d’un atelier, dans la région de Goiatins, commune isolée du bassin sud de l'Amazonie, mais des problèmes de faux papiers de propriété, problèmes fréquents dans les zones protégées du Brésil, empêcheront la finalisation du projet malgré l'avancée des travaux. Cette situation laissera l'artiste dans une période de grande précarité.
Invité en 1989 par l'État de São Paulo à réaliser une œuvre publique destinée à intégrer de manière permanente une station de métro fraîchement inaugurée, Netto décide de la réaliser in loco (sur place) – parmi la circulation d’usagers du métro. Prenant pour thème la commémoration des 200 ans de la Révolution Française, il peint une série de fresques devant un public de plus en plus nombreux qui prend plaisir à observer l’artiste au travail. Netto invite alors les usagers à peindre aussi et peu à peu le hall du métro se transforme en atelier de peinture.
Fort de ce succès, Netto va, sur le même principe, réaliser l’année suivante la même opération dans une autre station de métro.
À la suite du premier échec de son atelier en Amazonie, Netto entreprend la construction d’un atelier, dans la région d’Itapecerica da Serra, ville non loin de São Paulo. Perchée sur la montagne, en bordure de la forêt tropicale "Mata Atlantica", l’imposante construction en forme de catédrale deviendra la Casa da Memória (Maison de la Mémoire), espace atypique qui fait à la fois office d’atelier d’artiste, de galerie de peinture et de centre d’échange et d’apprentissage ouvert à tous les jeunes désireux de pratiquer la peinture.
En 2010, il confie l’administration de la Maison de la mémoire au groupe de jeunes formés par lui et revient vivre en France,. Depuis cette date, il vit et travaille à Cachan où il entame un cycle de travail centré sur les paysans sans terre du Brésil,,.

## Œuvre
Des œuvres de Gontran Guanaes Netto se trouvent, entre autres, dans les institutions suivantes :  
- MacVal, Musée d’art contemporain du Val-de-Marne (Vitry-sur-Seine)[19],[20],
- Casa de las Americas (La Havane, Cuba),
- Musée d’art Moderne de São Paulo (Brésil)[21],[22]
- Lund Kondstal (Suède),
- Musée Salvador Allende (Santiago de Chili),
- Collection internationale pour la Palestine[23],
- Collection Internationale contre l’Apartheid (Afrique du Sud),
- Ministère de la Culture (France),
- Collection internationale pour le Nicaragua.

Des œuvres monumentales à caractère social sont exposées de manière permanente dans deux stations du métro de São Paulo sur le thème « Le peuple et la liberté » et « Itaquera, cathédrale du peuple ».
Il a réalisé des expositions dans divers pays : Cuba, France,  Allemagne, Espagne, Brésil, Italie, Bulgarie, Liban, Suède, Nicaragua, Mexique, États-Unis, Uruguay...